# Pósa Lajos (matematikus)
Pósa Lajos (Budapest, 1947. december 9. –) magyar Széchenyi-díjas matematikus, matematikatanár és egyetemi oktató.

## Munkássága
Édesapja vegyész, édesanyja matematikatanár volt. 1962 és 1966 között az ország első matematika tagozatos osztályába járt a budapesti Fazekas Mihály Gimnáziumba, ahol osztálytársai voltak, többek között, Laczkovich Miklós, Lovász László, Pelikán József, Baranyai Zsolt, Berkes István, Vesztergombi Katalin, Major Péter. Ez idő alatt kétszer volt tagja a magyar diákolimpiai csapatnak, 1965-ben ezüstérmet kapott Berlinben, majd 1966-ban aranyérmet Bulgáriában.
1966 és 1971 között az ELTE matematikus szakára járt, és szerzett diplomát, noha matematikusi munkássága sokkal korábban kezdődött. Még általános iskolás korában anyja barátja, Péter Rózsa bemutatta Erdős Pálnak, aki meghívta ebédre, és a vendéglői ebéd alatt matematikai kérdésekkel bombázta. Pósa gyorsabban végzett a problémákkal, mint a levessel, és ez mély benyomást tett Erdősre, aki maga is csodagyerek volt, és sok szeretettel és hozzáértéssel támogatta a fiatalabb tehetségeket. Így született Pósa első cikke 13 éves korában, Erdős Pállal közösen (ebből következően Erdős-száma 1). Később jó néhány jelentős cikket publikált a gráfelmélet témakörében. (A Dirac-tételben szereplőnél gyengébb feltételek mellett igazolta gráfban Hamilton-kör létezését. Bebizonyította Erdős és Rényi sejtését, ami szerint n csúcsú cnlog n éllel rendelkező véletlen gráf majdnem biztosan tartalmaz Hamilton-kört. Erdőssel együtt bebizonyította az Erdős–Pósa-tételt.) Felfedezettjei közül Erdős őrá volt legbüszkébb, mindig emlegette szomorúan, hogy Pósa abbahagyta a kutatást, jellegzetesen erdősi terminológiával: „Pósa meghalt”.
Pósa 1971 és 1982 között az ELTE Analízis Tanszékén tanított, és 1983-ban szerzett egyetemi doktori címet véletlen gráfok Hamilton-köreiről írt disszertációjával. 1984-től 2002-ig az ELTE Számítógép-tudományi Tanszékén dolgozott egyetemi adjunktusként. 2002-től az MTA Rényi Alfréd Matematikai Kutatóintézet kutatója.
A matematika tanítását nagyon korán kezdte. Már gimnáziumi osztálytársait is tanította, elsőéves egyetemistaként szakkört tartott volt iskolájában, majd másodévesként egykori osztályfőnöke, Komlós Gyula új osztályában is. Ekkoriban tanítványai voltak többek között: Babai László, Elekes György, Komjáth Péter, Ruzsa Z. Imre.
Az 1970-es évek elején került kapcsolatba a komplex matematikatanítási kísérlettel. Tagja lett a Varga Tamás körül kialakult csoportnak, mely az iskolai matematikatanítás megreformálásán munkálkodott. Pósa a gimnáziumi matematika megújításán dolgozott. 1976 és 1980 között a Radnóti Miklós Gimnázium egyik osztályában tanított több témakört vendégtanárként. 1982-től 1989-ig tagja volt a Surányi János vezette Matematika-módszertani Kutatócsoportnak. 1982 és 1991 között két kísérleti osztálya volt az Eötvös József Gimnáziumban. Az ez idő alatt írt tanítási anyagait több kísérleti osztályban is kipróbálták. Munkatársaival a gimnáziumi négy évre szóló tankönyvsorozatot írtak, melyet azóta már hivatalos tankönyvvé nyilvánítottak.

## Gyerekek tanítása, tehetségek felismerése, gondozása
Az átlagos képességű gyerekek számára érdekes és izgalmas matematikaoktatás problémája mellett mindig foglalkozott a matematikai tehetséggondozással is. 1988-tól saját táborokat szervez, melyek lényegesen különböznek az általában megszokott gyerektáboroktól. A táborok általában péntek délutántól vasárnap délutánig tartanak és nagyon intenzív szakmai programot kínálnak. Egy alkalommal 20-35 gyerek vesz részt a táborban, de párhuzamosan több csoport is van. Egy csoportnak évente két, esetleg három alkalom jut. A gyerekek többnyire kis (2-4 fős) csoportokban gondolkoznak, de fontos része a tábori munkának a plenáris program is, amikor is megbeszélik a feladatok megoldásait, összefoglalják egy-egy lényeges gondolatkör részleteit. Alaposan felépített témakörök kerülnek terítékre, melyek több táboron is átívelhetnek. Középpontba a gondolkodás, a bizonyítás, a távolinak tűnő gondolatok rokonsága kerül. A tábor a tanárképzésnek is fontos helyszíne, hiszen egyetemisták segítik, illetve megfigyelik a szakmai munkát.
2014-ben megalapította A Gondolkodás Öröme Alapítványt, amely a fenti célok megvalósításán dolgozik.

## Kitüntetései
- 1981 – Beke Manó-emlékdíj
- 1989 – „Gyermekekért” díj
- 1994 – A Bolyai János Matematikai Társulat Beke Manó-emlékdíj I. fokozata
- 1998 – A Magyar Köztársasági Érdemrend tisztikeresztje
- 2000 – Charles Simonyi Kutatói ösztöndíj[7]
- 2008 – MOL „Tehetséggondozásért” díj
- 2011 – Széchenyi-díj
- 2014 – Prima díj

## Publikációk
- Pósa Lajos: A prímszámok egy tulajdonságáról, Matematikai Lapok, 11 (1960), 124-128.
- P. Erdős, L. Pósa: On the maximal number of disjoint circuits of a graph, Publ. Math. Debrecen, 9 (1962), 3-13.
- L. Pósa: A theorem concerning Hamilton lines, MTA Mat. Kut. Int. Közl. 7 (1962), 225-226.
- L. Pósa: On the circuits of finite graphs, MTA Mat. Kut. Int. Közl. 8 (1964), 355-361.
- P. Erdős, L. Pósa: On independent circuits contained in a graph, Canad. J. Math. 17 (1965), 347-352.
- P. Erdős, A. W. Goodman, L. Pósa: The representation of a graph by set intersection, Canad. J. Math. 18 (1966), 106-112.
- P. Erdős, A. Hajnal, L. Pósa: Strong embeddings of graphs into colored graphs, Infinite and finite sets (Colloq. Keszthely 1973; dedicated to P. Erdős on his 60th birthday), Vol. I. Colloq. Math. Soc. J. Bolyai, Vol. 10, North Holland, Amsterdam, 1975, 585-595.
- L. Pósa: Hamiltonian circuits in random graphs, Discrete Mathematics, 14 (1976), 359-364.
- Pósa Lajos: Véletlen gráfok Hamilton körei, egyetemi doktori értekezés, Budapest, 1982.
- Pósa Lajos: Beszélgetés az új felvételi rendszer tervéről, Köznevelés, XXXV (1979) (20), 7-8.
- Pósa Lajos: Variációk egy témára, Matematika-tanárképzés – matematikatanár-továbbképzés, 3 (1995), 41-59.

## Tankönyvei
- Pósa Lajos: Analízis I. Differenciálszámítás 11. o. Műszaki Könyvkiadó Kft., 2000
- Pósa Lajos: Analízis I. Differenciálszámítás. Tanári útmutató 11. o. Műszaki Könyvkiadó Kft., 2000
- Pósa Lajos: Analízis II. - Integrálszámítás (Műszaki Könyvkiadó, Budapest)
- Pósa Lajos: Analízis II. Integrálszámítás (tanári útmutató) Műszaki Könyvkiadó Kft.
- Pósa Lajos: Összefoglalás. Algebra. Megoldások Műszaki Könyvkiadó Kft., 1999
- Pósa Lajos: Összefoglalás. Algebra, függvények Műszaki Könyvkiadó Kft., 1999
- Pósa Lajos: Sorozatok 11.-12. o. Műszaki Könyvkiadó Kft., 1998
- Pósa Lajos: Sorozatok. Tanári útmutató 11.-12. o. Műszaki Könyvkiadó Kft., 1998
- Pósa Lajos: Vegyes feladatok 1. 7.-9. o. Műszaki Könyvkiadó Kft., 1998
- Pósa Lajos: Vegyes feladatok 1. Tanári útmutató 9. o. Műszaki Könyvkiadó Kft., 1998
- Pósa Lajos: Hatványozás kiterjesztése és logaritmus-feladatsorok (Műszaki Könyvkiadó, Budapest)
- Pósa Lajos: Hatványozás kiterjesztése és logaritmus-megoldások, végeredmények (Műszaki Könyvkiadó, Budapest)
- Pósa Lajos: Vegyes feladatok tanári útmutató 1. osztály (2. kiadás, Műszaki Könyvkiadó, Budapest, 1999.)
- Pósa Lajos: Vegyes feladatok 2. - Tanári útmutató (Műszaki Könyvkiadó, Budapest, 2000.)
- Pósa Lajos: Vektorok és koordinátageometria - Feladatsorok (Műszaki Könyvkiadó, Budapest)
- Pósa Lajos: Vektorok és koordinátageometria - Megoldások, végeredmények (Műszaki Könyvkiadó, Budapest)
- Pósa Lajos: Vektorok és koordináta geometria - Tanári útmutató (Műszaki Könyvkiadó, Budapest, 2000.)
- Pósa Lajos: Összefoglalás - Matematika, elmélet, feladatok (Műszaki Könyvkiadó, Budapest)
- Pósa Lajos: Összefoglalás - Matematika, megoldások (Műszaki Könyvkiadó, Budapest)
- Pósa Lajos - Halmos Mária - Gábos Adél: Kombinatorika (Műszaki Könyvkiadó, Budapest, 1998.)
- Gábos Adél - Halmos Mária - Pósa Lajos: Kombinatorika - Tanári útmutató (Műszaki Könyvkiadó, Budapest, 2000.)